# Єло
Єло (ісп. Yelo) — муніципалітет в Іспанії, у складі автономної спільноти Кастилія-і-Леон, у провінції Сорія. Населення — 55 осіб (2010).
Муніципалітет розташований на відстані близько 130 км на північний схід від Мадрида, 60 км на південь від Сорії.

## Демографія
Динаміка населення (INE ):

## Галерея зображень

Розташування муніципалітету Єло